# Волиняни
Волиняни (д.-рус. Волынѧне) — середньовічне східнослов'янське плем'я, що населяло територію Волині, північно-східну Галичину, басейн середнього Бугу. Згадки про волинян містяться у середньовічних джерелах: Повісті минулих літ (XII ст.), хроніці Баварського аноніма X ст., та у творах арабського географа Аль-Масуді. Згідно Повісті минулих літ раніше називались дулібами та бужанами. У X ст. були приєднані до Київської Русі великим князем київським Володимиром Святославичем. З пізнього середньовіччя і до наших днів волиняни відомі як етнографічна група українського народу.

## Територія
—Святослав Семенюк
Волиняни проживали у межиріччі Західного Бугу, Прип'яті з притокою р. Горинь (басейну р. Дніпра). Діаспора волинян також була відома й в тодішній Чехії.  Вже у X ст. арабський історик Аль Масуді згадує на Волині плем'я «волінана» з їх царем Маджаком, якому підкорялася значна частина слов'янських племен. Центральне місто волинян Волинь згадується вперше у X ст. в літописі часів Київської Русі, за Баварським географом волиняни мали 70 міст. До того періоду згадувалися на Волині власне дуліби (які після 560 р. навали тюркської орди аварів над р. Бугом втрачають вплив на регіон), остання згадка про плем'я дулібів була у 907 р. (при описі походу князя Олега на Царгород), а з X ст. називають дулібів — волиняни і бужани. 

## Історія
В. Ключевський вважав, що існував великий військовий союз чи федерація антських князів під проводом короля дулібів. Те саме думав другий московський історик — Б. Греков.
Гегемонія дулібів поширювалася на весь підвладний їм регіон ще в VI ст., але після аварського завоювання дулібський племінний союз розпався, і частина його територій підпала під залежність Аварського каганату, через що відігравали пізнішу роль регіонального лідера представники окремих регіонів розселення дулібів (див. «бужани», «волиняни», «черв'яни»). У IX-Х ст. черв'яни мали чільне місце в суспільстві перед бужанами, пізніше волиняни зайняли лідерство у політично-економічному житті надавши назву Волині.
На початку 9 ст. у волинян панували феодальні відносини.
В 2-й половині 10 ст. баварський анонім називає волинян поряд з бужанами. Він повідомляє також, що у волинян було 70 міст (типу замків). Арабський історик Аль Масуді та Ібрагім ібн Якуб пишуть, що волиняни (валінана) були могутнім слов'янським племенем, якому підкорялися інші племена. Головними містами у Волинян були Волинь, Червен, Бужськ.
У 981 році князь Володимир Святославич підкорив населені волинянами Червенську і Перемишльську землі: «Пішов Володимир на ляхів і зайняв їх городи, Перемишль, Червен і інші городи, які і до цього дня є під Руссю». У своєму поході Володимир не тільки зайняв Червен і Перемишль, але пішов далі, у землі Польщі. Галицько-Волинський літопис з нагоди походу Данила на Сілезію згадує далекий похід Володимира у польські землі: «інший князь не входив у землю лядську так глибоко, окрім Володимира Великого, який охрестив землю». Після вдалого походу Володимир Святославич переніс столицю Волинської землі з Волині до міста Володимир. Із створенням нової столиці була пов'язана нова форма управління. Волинська земля стала зватися Волинське князівство, владу в якому він передав своїм синам — спершу Борисові, пізніше Всеволодові.
За даними археологічних досліджень, волиняни — землеробське населення; розвинуті були також промисли і ремесла (обробка заліза, гончарство тощо). В кінці 10 ст. на території, де жили волиняни, виникло Володимир-Волинське князівство, яке згодом стало частиною Галицько-Волинської держави.

## Чоловічий стрій
Волиняни зберігали в одязі давні звички, традиції. Серм'яги носили брунатого кольору, часом також білого або чорного, обшиті біля коміра, на рукавах та біля кишень червоними шнурами. Носили також червоні пояси та суконні або баранячі шапки, обшиті також шнурами. Серм'яги мали також каптурі, які в дощову погоду одягали на голову. З взуття носили чоботи.

## Жіночий стрій
Жінки носили чоботи на високих каблуках червоного або як подолянки жовтого кольору. Спідниці носили кольорові, в клітинку, клітинка була зелених, жовтих або червоних кольорів. В багатьох місцях замість цілої спідниці носили дві плахти: одну ззаду і одну спереду. Дівчата на голові носили квіти, а жінки кольорову хустку або намітку, вишиту на кінцях .
Сорочки біля коміра та на рукавах вишивали білими, небесними або червоними кольорами. В свята поверх строю одягали бекешу з небесного сукна, з чорних або сивих баранів

## Житло на Волині
Хати на Волині були переважно з дерева, мазані глиною та побілені. Хати мали призьбу та були оточені земляним плотом (там де було мало лісу) чи дубовим тином. Церкви на Волині були трьохкупольні. Вози на Волині запрягали трьома або чотирма кіньми.

## Галерея

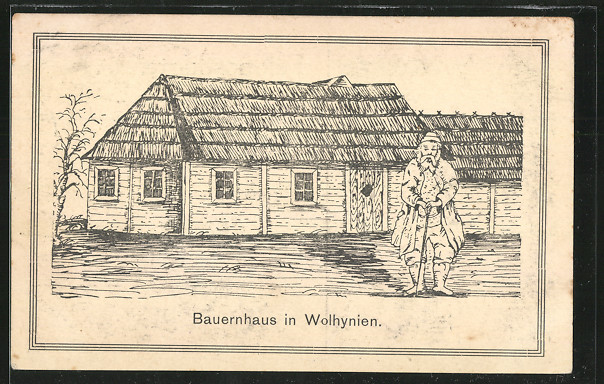
Хата на Волині
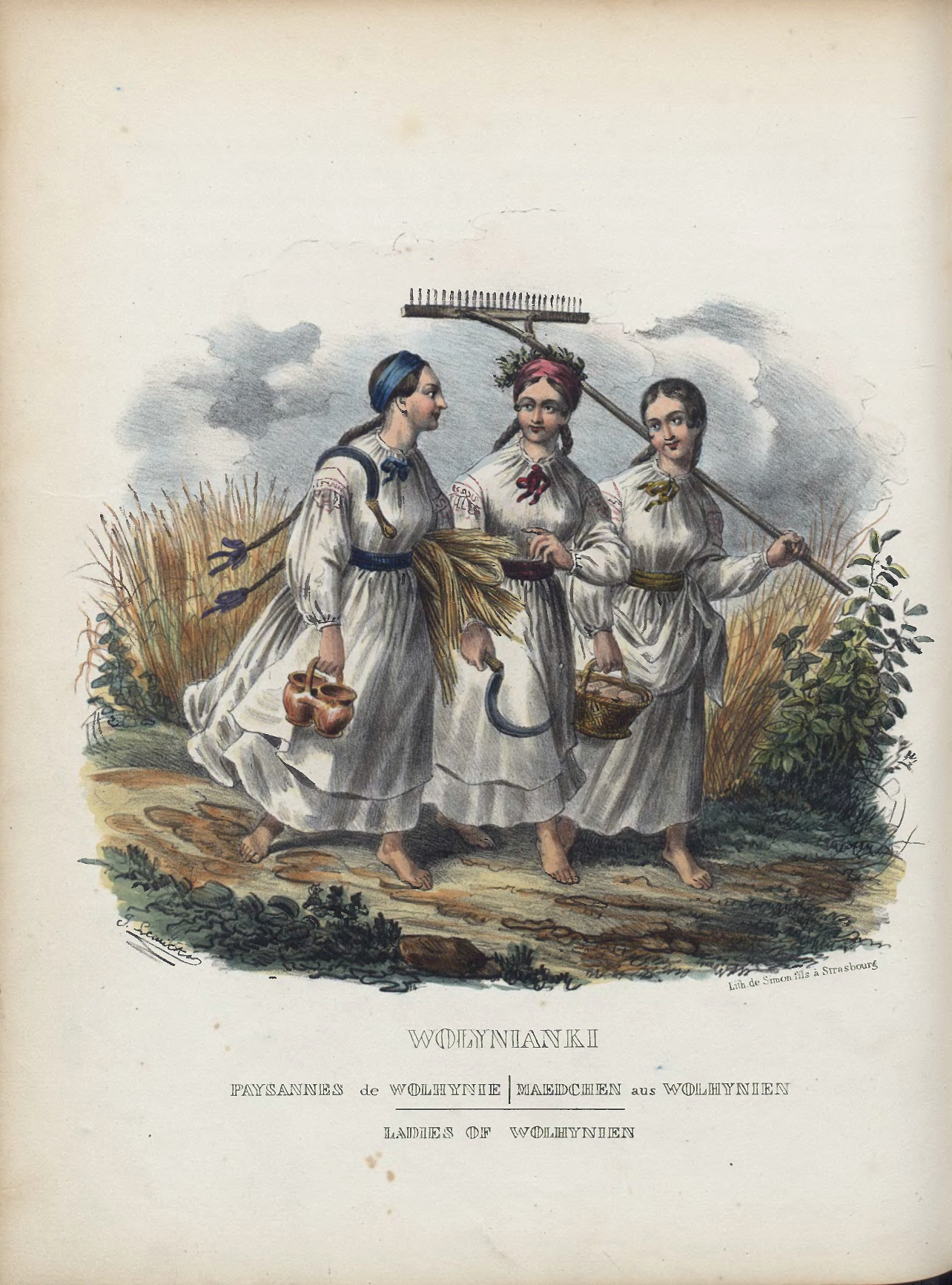
Волинянки. Літографія 1841
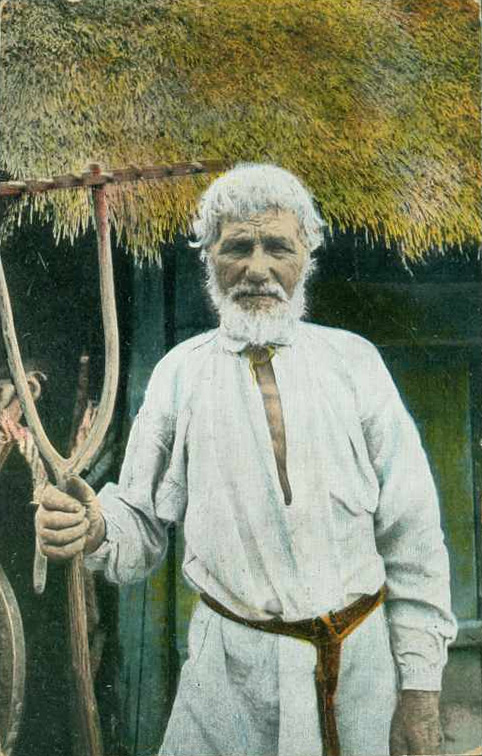
Волинянин
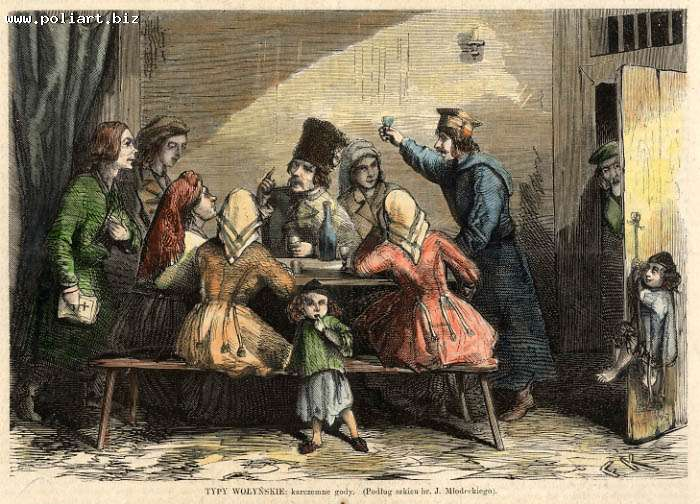
Волиняни
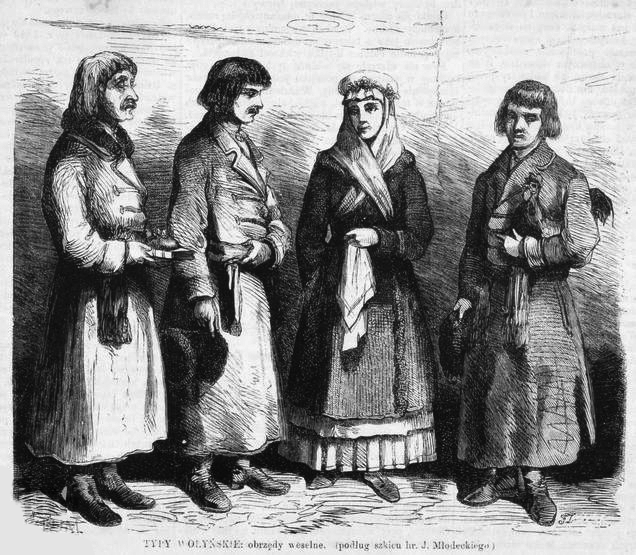
Волиняни
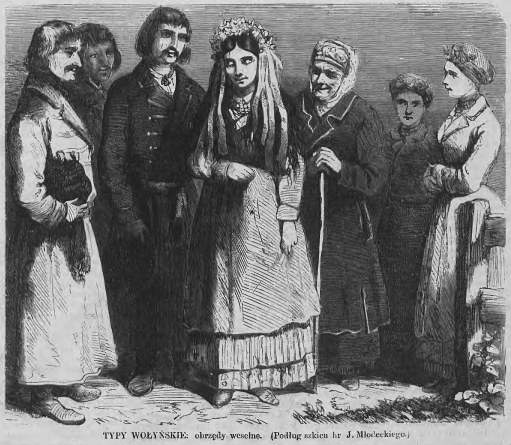
Волиняни
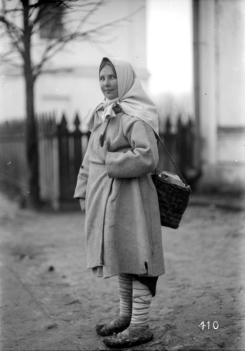
Господиня з Павловичів. 1917
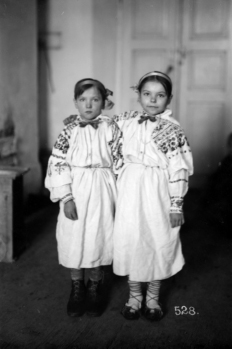
Дівчатка з Устилугу. 1917
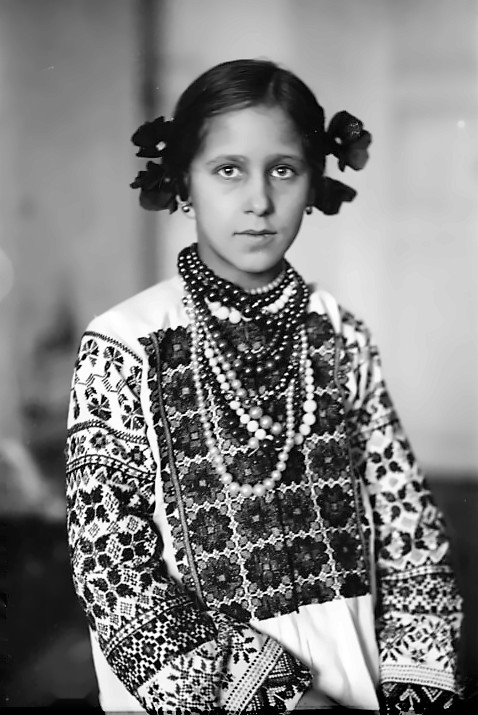
Дівчинка з Устилуга. 1917